# نقد پسامدرنیسم
نقد پسامدرنیسم گرچه از نظر فکری متنوع است، اما در این عقیده اشتراک دارند که این مکتب فاقد انسجام است و با مفهوم چیزهای مطلق، مانند حقیقت، خصمانه برخورد می‌کند. به‌طور خاص گفته می‌شود که پست مدرنیسم می‌تواند بی‌معنی باشد، ظلمت پرستی را ترویج می‌دهد و بر نسبی گرایی (در فرهنگ، اخلاق، دانش) تا حدی که از نظر معرفتی و اخلاقی فلج کننده است، تأکید می‌کند.
پست مدرنیسم یک فعالیت روشنفکرانه و هنری بسیار متنوع است و دو شاخه (به عنوان مثال، ادبیات پست مدرن و فلسفه پست مدرن) ممکن است اشتراکات کمی داشته باشند. انتقاد از پست مدرنیسم به‌طور کلی معمولاً حمله ای همه‌جانبه به جنبش‌های متنوع دارای برچسب پست مدرن نیست. این انتقادات اغلب به شاخه‌های خاصی از پست مدرنیسم، اغلب در مورد نظریه‌های روشنفکری در علوم انسانی (فلسفه، تاریخ، مطالعات جنسیتی و ال جی بی تی+، ساختارگرایی، نسبی گرایی فرهنگی و "نظریه") اشاره دارد. فلسفه پست مدرن همچنین سوژه مکرر انتقادها بابت ظلمت پرستی و مقاومت در برابر دانشِ قابل اطمینان است. به عنوان مثال، یک فیلسوف ممکن است از فلسفه پست مدرن فرانسه انتقاد کند اما با سینمای پست مدرن مشکلی نداشته باشد. برعکس، راجر اسکرتون، فیلسوف، از علوم انسانی پست مدرن و برخی از عناصر هنر پست مدرن انتقاد کرد، اما هرگز به‌طور گسترده‌ای به کل موجودی پروژه‌های متنوع پست مدرن حمله نکرد. به عنوان یک کل، یکی از انتقاداتی که به پست مدرنیسم وجود دارد، فقدان تعریفی از پست مدرنیسم به خودی خود و حتی خاص بودن هر چیز پست مدرن است.

## ابهام
نوام چامسکی زبان‌شناس استدلال کرده‌است که پست مدرنیسم بی‌معنی است زیرا چیزی به دانش تحلیلی یا تجربی نمی‌افزاید. وی می‌پرسد که چرا وقتی از روشنفکران پست مدرنیست سؤال می‌شود مانند افراد دیگر زمینه‌ها پاسخی نمی‌دهند.

## نسبی‌گرایی اخلاقی
جاش مک داول و باب هاستلر تعریف زیر را از پست مدرنیسم ارائه می‌دهند: "جهان بینی ای که با این اعتقاد مشخص می‌شود که حقیقت به هیچ وجه عینی وجود ندارد بلکه بیش از آنکه کشف شود ایجاد می‌شود. . . . [حقیقت] توسط فرهنگ خاص ایجاد شده‌است و فقط در آن فرهنگ وجود دارد؛ بنابراین، هر سیستم یا گزاره ای که سعی در مخابره حقیقت داشته باشد، یک بازی قدرت، تلاشی برای تسلط بر فرهنگ‌های دیگر است. " از مشخصه‌های نویسندگان محافظه کار فرهنگی، مانند چارلز کالسون، این است که تمایل دارند که دوران پست مدرنیسم را از نظر ایدئولوژیک ندانم گرا و مملو از نسبی گرایی اخلاقی یا اخلاق موقعیت بدانند. منتقدان دیگر جامعه پست مدرن را مترادف با نسبی گرایی اخلاقی و مؤثر در کج رفتاری تفسیر کرده‌اند.

## ماجرای سوکال
آلن سوکال، استاد فیزیک در دانشگاه نیویورک ، ماجرای سوکال را فرموله کرد، حقه ای که در آن مقاله ای عمداً بی معنا را به سبکی شبیه به مقالات پست مدرنیسم نوشت. مقاله با این که آشکارا دیدگاه پست مدرنیستها نسبت به علم را به هزل می‌گرفت، برای انتشار توسط مجله پست مدرن سوشال تکست پذیرفته شد. سوکال در عین انتقاد از رویکردهای تجربی دانش، گشاده دستانه مفاهیم مبهم پست مدرنیسم و زبان آن را به کار برد. در همان روز انتشار، وی مقاله دیگری را در ژورنالی متفاوت در توضیح مقاله سوشال تکست منتشر کرد. این مسئله به صورت کتاب پرندیات پست مدرن در آند که نقدی از دانشگاهیان پست مدرن را ارائه می‌داد. او و ژان بریکمون در این کتاب به سو استفاده از اصطلاحات علمی در آثار فیلسوفان پست مدرن اشاره کرده‌اند اما آنها اظهار داشتند که این کار بقیه آثار آن فیلسوفانی را که آنها در موردشان قضاوت می‌کنند را، باطل نمی‌کند.